# Augochlorella gratiosa
Augochlorella gratiosa är en biart som först beskrevs av Smith 1853.  Augochlorella gratiosa ingår i släktet Augochlorella och familjen vägbin. Inga underarter finns listade.